# Rhoptromyrmex schmitzi
Rhoptromyrmex schmitzi (лат.) — вид редких муравьёв трибы Tetramoriini из подсемейства Myrmicinae (Formicidae). Эндемики Израиля. Внесён в Красную книгу МСОП.

## Красная книга
Эти муравьи включены в «Красный список угрожаемых видов» (англ. IUCN Red List of Threatened Animals) международной Красной книги Всемирного союза охраны природы (The World Conservation Union, IUCN) в статусе Vulnerable D2 (таксоны в уязвимости или под угрозой исчезновения).

## Описание
Известны только из одного места: Иерусалим, Израиль. Мелкие муравьи буроватого цвета (длина около 3—4 мм). Наличник широкий, округлый. Нижнечелюстные щупики — 3-члениковые, нижнегубные — 2-члениковые. Заднегрудка ровная без проподеальных зубцов или шипиков. Являются социальными паразитами других муравьёв. Самка (бескрылая микрогина) найдена в муравейнике Tapinoma erraticum.

## Систематика
Первоначально этот вид был описан швейцарским энтомологом Форелем в составе рода Hagioxenus под названием Hagioxenus schmitzi. В 1986 году английский мирмеколог Болтон переместил его в состав рода Rhoptromyrmex:
- Rhoptromyrmex schmitzi (Forel, 1910) (=Hagioxenus schmitzi)